# Tetjana Pylyptschuk
Tetjana Pylyptschuk (ukrainisch Тетяна Пилипчук, wiss. Transliteration Tetjana Pylypčuk; * 10. Februar 2004 in Kremenez) ist eine ukrainische Skispringerin.

## Werdegang
Tetjana Pylyptschuk nahm zwischen 2016 und 2019 an ersten Wettkämpfen der Fédération Internationale de Ski, unter anderem im FIS Cup, teil. Am 13. Juli 2019 gab sie im kasachischen Schtschutschinsk ihr Debüt im Skisprung-Continental-Cup der Saison 2019/20 mit einem 16. Platz, den sie am darauffolgenden Tag an gleicher Stelle wiederholen konnte. Im August erzielte sie beim Continental Cup im polnischen Szczyrk zwei 46. Plätze. In der Continental-Cup-Gesamtwertung lag sie am Saisonende mit 30 Punkten auf dem 73. Rang.
Im Einzelspringen von der Normalschanze bei den Olympischen Jugend-Winterspielen 2020 in Lausanne sprang Pylyptschuk auf den 28. und bei den Nordischen Junioren-Skiweltmeisterschaften 2020 in Oberwiesenthal im gleichen Wettbewerb auf den 55. Platz. Im Mixed-Team-Wettbewerb bei den Juniorenweltmeisterschaften erzielte sie beim Titelgewinn des österreichischen Teams gemeinsam mit Witalina Herassymjuk, Anton Kortschuk und Jurij Janjuk den 15. und letzten Rang.
In der Saison 2020/21 nahm sie am 17. Dezember 2020 in der Ramsau am Dachstein erstmals an der Qualifikation zu einem Wettbewerb im Skisprung-Weltcup teil, die sie als 59. jedoch ebenso verpasste wie einige Wochen später im slowenischen Ljubno. Auch bei den Nordischen Skiweltmeisterschaften 2021 in Oberstdorf gelang ihr die Qualifikation für den Einzelwettkampf von der Normalschanze auf dem 56. Platz nicht. Im in nur zwei Wettbewerben ausgetragenen Continental Cup 2020/21 erreichte sie den 29. Platz in der Gesamtwertung.
Bei den Sommerspringen im rumänischen Râșnov erreichte sie am 21. August 2021 mit Rang 15 ihre bisher beste Platzierung im Continental Cup. Bei den Nordischen Junioren-Skiweltmeisterschaften 2022 im polnischen Zakopane erreichte Vetrih im Einzelspringen von der Normalschanze den 23. Rang. Am 12. März 2022 debütierte sie im thüringischen Oberhof im Weltcup, verpasste als 39. aber die Punkteränge.

## Statistik
Continental-Cup-Platzierungen
| Saison  | Sommer | Sommer | Winter | Winter | Gesamt | Gesamt |
| Saison  | Platz  | Punkte | Platz  | Punkte | Platz  | Punkte |
| ------- | ------ | ------ | ------ | ------ | ------ | ------ |
| 2019/20 | 056.   | 0030   | —      | —      | 073.   | 0030   |
| 2020/21 | —      | —      | 029.   | 0008   | 029.   | 0008   |